# 石井長勝
石井 長勝（いしい ながかつ、生没年不詳）は、鎌倉時代の武将。通称は三郎、藤五郎。鎌倉松葉ヶ谷の地頭をつとめていたとされる。

## 略歴
鎌倉幕府の有力御家人三浦氏の一族とされる（傍系の佐原流という）。文応のころ鎌倉松葉ヶ谷付近の地頭職をつとめており、その際、迫害されていた日蓮を保護し、屋敷を庵として寄進した。それが、現在の鎌倉市材木座の長勝寺である。宝治合戦で三浦一族が滅亡の後、出家して日隆と号した。後に武蔵国鹿骨村（現在の東京都江戸川区）に移住したようで、鹿骨鹿島神社の由緒に、石井長勝以下中代氏、田島氏、牧野氏、他系の石井氏の5名が同地に来住したと伝わっている。また、長勝の子孫の一人は、現在の埼玉県八潮市に移住し、そこにも子孫が現存している。
なお、本土寺過去帳では、鹿骨村に住む長勝の子孫と思われる石井隼人佑の名がみられる。